# 전 프랑스 외방전도회 대루

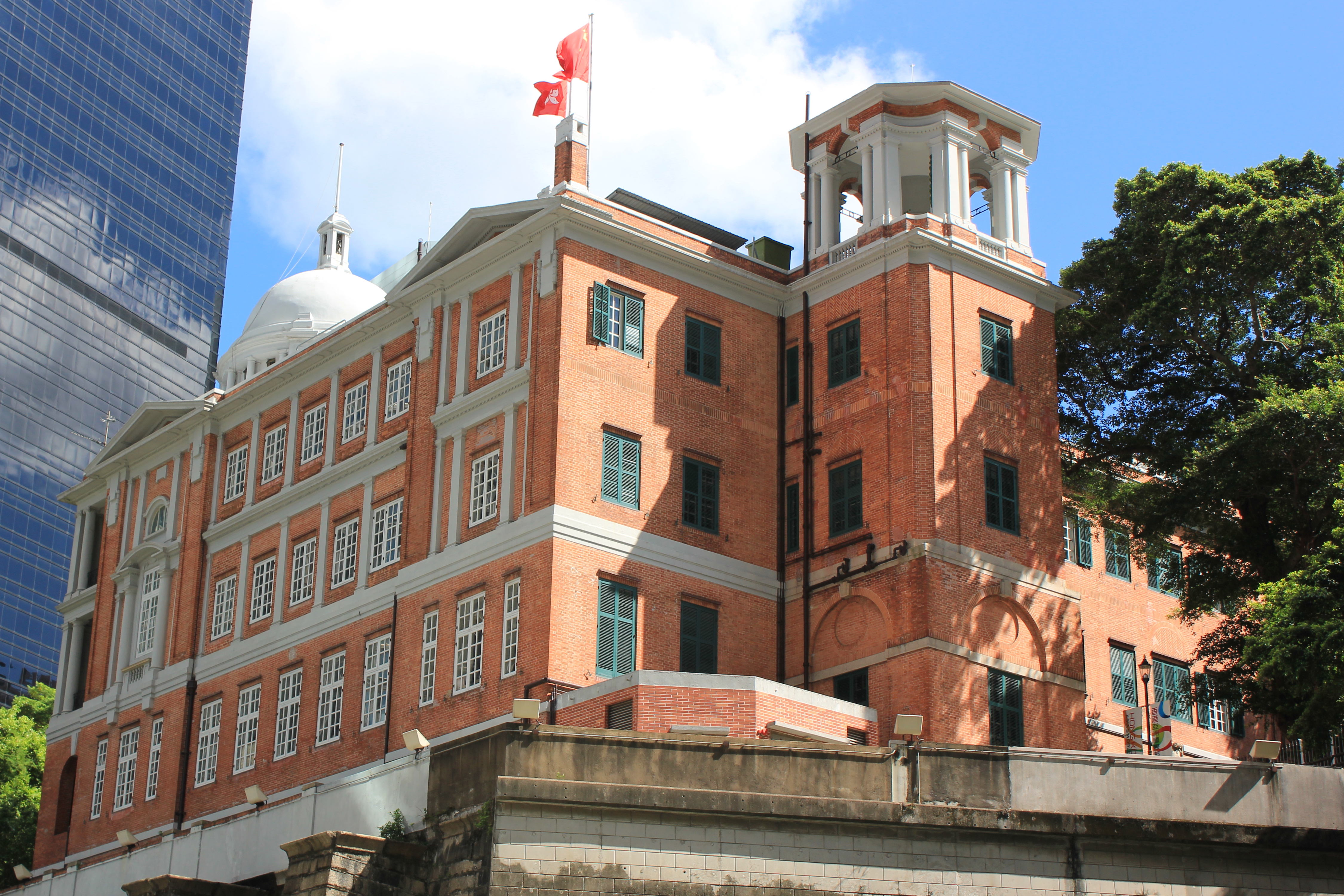
홍콩 중완의 전 프랑스 외방전도회 대루.

전 프랑스 외방전도회 대루 (중국어 정체자: 前法國外方傳道會大樓 전법국외방전도회대루[*], 영어: Former French Mission Building)는 홍콩 중완 배터리 길 1번지에 위치한 홍콩의 등록문화재이다. 1997년 7월 1일부터 2015년 9월 6일까지는 홍콩 종심법원이 이 건물에 위치하였다.

## 특징

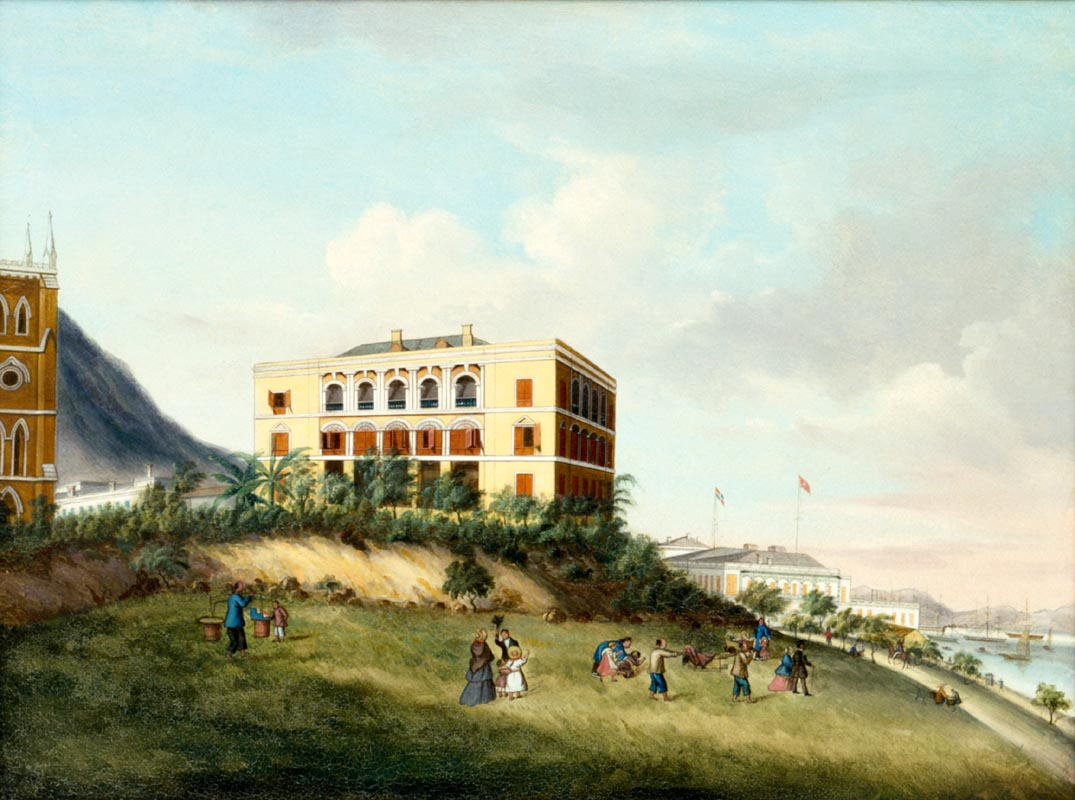
19세기의 모습. 당시에는 어귀스틴 허드 컴퍼니가 자리했던 건물이었다. 왼편으로 세인트 존 성당이 보인다.

이 건물은 가버먼트 언덕 위의 경사진 지형으로 인해 단을 쌓은 뒤에 세워졌다. 원래는 존스턴 하우스 (Johnston House)라는 이름의 별장이었던 이 건물은 1870년대에서 1880년대 사이에 3층 규모의 건물로 바뀌었다. 지금의 3층 건물은 1917년 기존 건물이 큰 보수공사 (당시 표현으로는 "대대적인 재건축")를 거치며 완성된 모습이다.
기존에 있던 건물을 기반 삼아 세워진 것으로 추정되며, 이 일대의 지명은 '비컨스필드' (Beaconsfield)라 불렸다. 다만 외관을 모조리 하얗게 칠하지 않고 외벽에 붉은 벽돌을 쌓아올렸다. 건물을 짓는 데 사용된 주요 자재로는 화강암과 붉은 벽돌이 있었으며, 신고전주의 양식, 그 중에서도 에드워드 시대의 양식으로 지어졌다.

## 역사

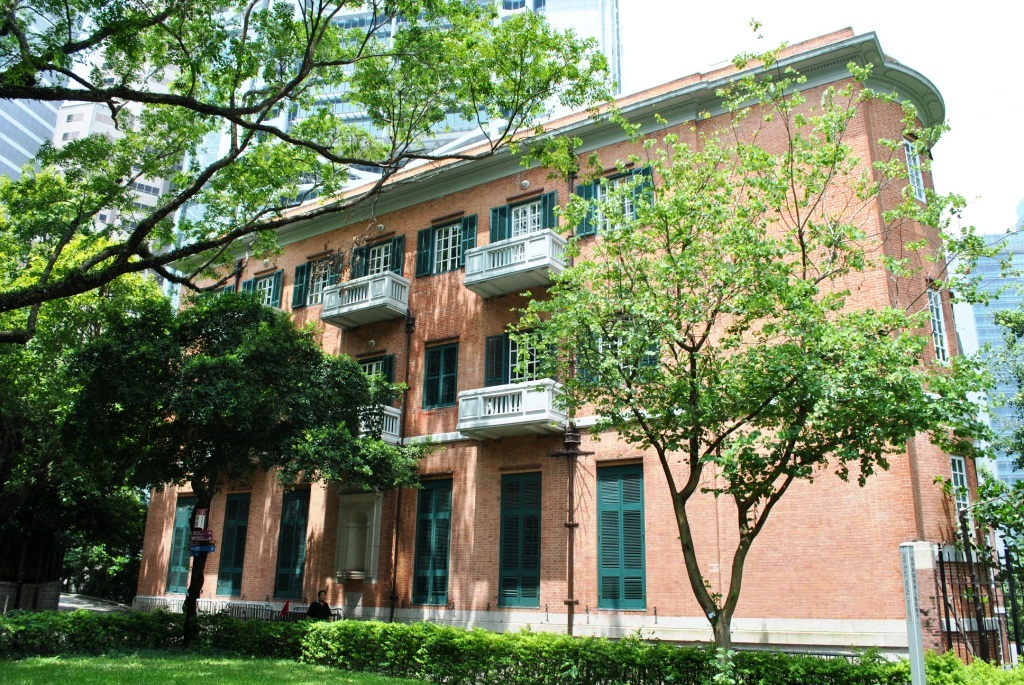
전 프랑스 외방전도회 건물의 뒷면.

지금의 자리에 건물이 세워진 것은 1842년으로 거슬러 올라간다. 초대 홍콩 총독인 헨리 포팅거 경이 1843년부터 1846년까지 이곳 건물을 총독 사저로 삼아 지냈다. 후임 총독인 존 프랜시스 데이비스도 같은 건물에서 잠시 지내다가 케인 로드의 총독사저로 자리를 옮겼다. 이 기간 동안 홍콩 입법회의 최고법원 청사로도 쓰인 것으로 보인다. 이후 건물의 소유주는 엠마누엘 R. 벨릴리오스를 비롯해 여러 차례에 걸쳐 바뀌었으며, 사용처도 수차례 바뀌었다. 특히 영국계 무역회사 어귀스틴 허드 컴퍼니에서 회사가 파산한 1876년까지 고위 임직원들이 머무는 사무소로 쓰기도 했다. 한때 HSBC 본사와 러시아 영사관 건물로 쓰이기도 했다.
1915년 파리 외방전교회가 이 건물을 사들여 대대적인 보수공사에 들어갔다. 공사를 맡은 기업은 레 앤드 오렌지 (Leigh & Orange)였다. 공사 과정에서 북서쪽 구석에 원형지붕을 올린 예배당이 추가로 건설되었고, 건물 외관은 붉은색 벽돌로 마감하였다. 이후 1917년에 완공하였고 '프랑스 전도회 건물' (French Mission Building)이란 이름으로 불리게 되었다.

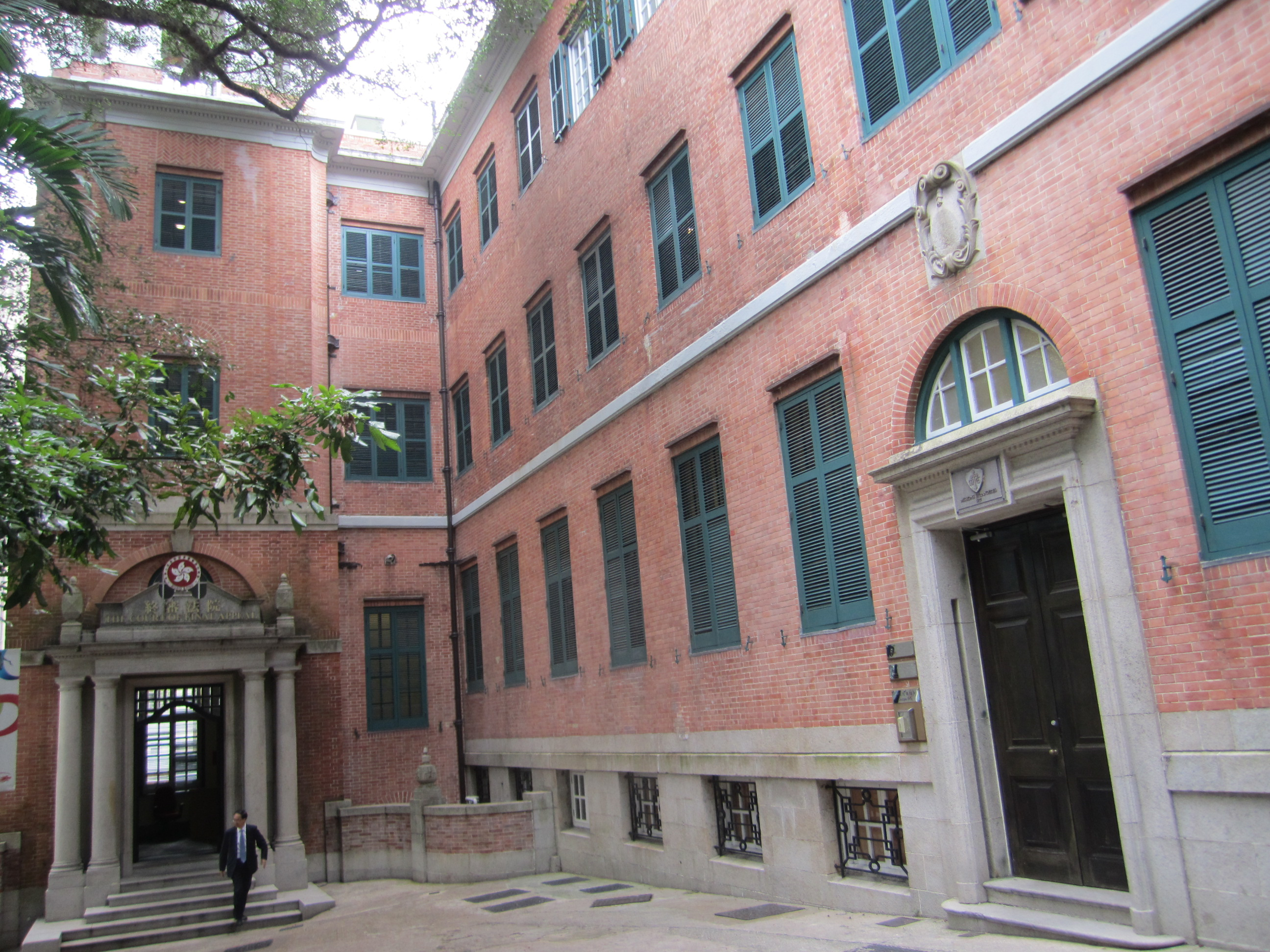
종심법원 청사 시절 입구 (왼쪽)

일제 점령기가 끝난 직후 1945년 8월 23일부터 1946년 4월까지는 홍콩 임시행정청사로 쓰였다. 1949년 공산당이 광둥성 예수회를 추방하자 세인트 이그네이셔스 학교를 홍콩으로 이전하였는데, 이때 학교 건물로 삼은 곳이 바로 이 건물이었다. 당시 건물 최상층에 위치하였으며, 예수회의 조셉 말린이 이곳에 함께 머물렀다. 이후 1953년 프랑스 외방전도회는 이 건물을 홍콩 정부에 다시 매각하였다.
그 뒤로는 여러 정부청사로 쓰였는데 교육국, 빅토리아 구법원 (1965-1980년), 홍콩 최고법원 (1980-1983년), 정부신문처 (1987년~) 본부로 사용되었다. 1997년 7월 1일 홍콩 반환이 이루어질 때에는 반환에 따라 설치된 홍콩 종심법원 건물로도 사용되기 시작했다. 종심법원은 이후 약 18년간 건물을 사용하다가 2015년 9월 7일 구 최고법원 건물로 이전하였다.

## 보존
전 프랑스 외방전도회 건물은 1989년 12월 14일 홍콩 등록문화재로 등재되었다. 2015년 종심법원이 종심법원대루로 자리를 옮긴 후에는 새롭게 재활용한다는 계획이 세워져 있다.

## 같이 보기
- 베타니 - 1875년 홍콩 복푸람에 세워진 파리 외방전교회 건물